# Homonoea
Homonoea is een kevergeslacht uit de familie van de boktorren (Cerambycidae). De wetenschappelijke naam van het geslacht werd voor het eerst geldig gepubliceerd in 1842 door Newman.

## Soorten
Homonoea omvat de volgende soorten:
- Homonoea longimana (Westwood, 1841)
- Homonoea albopunctata Breuning, 1961
- Homonoea albosignata Breuning, 1950
- Homonoea boudanti Hüdepohl, 1995
- Homonoea flavescens Breuning, 1958
- Homonoea ornamentalis Heller, 1926
- Homonoea pannosa Newman, 1842
- Homonoea patrona Newman, 1842
- Homonoea praecisa Newman, 1842
- Homonoea rotundipennis Breuning, 1950
- Homonoea samarana (Heller, 1924)
- Homonoea uniformis Jordan, 1894